# Årets golfklubb
Föreningen Golfjournalisterna grundades 1976. Föreningen utnämner sedan 1978 varje år en golfklubb till Årets golfklubb.
Hedersmedlemmar är Annica Gerentz, Anders Nordlund, Gert Landin, Lars-Åke Linander Leif Larsson Stefan Bratt, Stig Dahlen och Peppe Eng
Nuvarande ordförande är Gunnar Walldén.

## Vinnare
- 1978 – Vasatorps GK
- 1979 – Sollentuna GK
- 1980 – Marks GK
- 1981 – Jönköpings GK
- 1982 – Högbo GK
- 1983 – Björkhagens GK
- 1984 – Mölle GK
- 1985 – Ågesta GK
- 1986 – Bro-Bålsta GK
- 1987 – Västerås GK
- 1988 – Gävle GK
- 1989 – Luleå GK
- 1990 – Katrineholms GK
- 1991 – Falsterbo GK
- 1992 – Örkelljunga GK
- 1993 – Kristianstads GK
- 1994 – Mölndals GK
- 1995 – Kils GK
- 1996 – Haninge GK
- 1997 – S:t Arild GK
- 1998 – Flädje GK
- 1999 – Ljunghusens GK
- 2000–2001 – Haverdals GK
- 2002 – Bedinge GK
- 2003 – Barsebäck G&CC
- 2004 – Fullerö GK
- 2005 – Björklidens GK
- 2006 – Delsjö GK
- 2007 – Nynäshamns GK
- 2008 – Idrefjällens GK
- 2009 – Timrå GK
- 2010 – Kalmar GK
- 2011 – Österåker/Hagby GK
- 2012 – Hofors GK
- 2013 – Visby GK
- 2014 – Karlstad GK
- 2015 – Sigtuna GK
- 2016 – Skaftö GK
- 2017 – Landeryds GK
- 2018 – Sölvesborgs GK
- 2019 – Allerum GK[2]
- 2020 – Frösåker G&CC[3]
- 2021 – Lundsbrunn GK[4]